# Virtual
Virtual fu una rivista degli anni '90 incentrata  sui temi della realtà virtuale e diretta da Stefania Garassini.

## Storia di Virtual
Fondata nel settembre 1993 con il sottotitolo Mensile di realtà virtuale e immagini di sintesi, è stata una rivista italiana, fondata e diretta da Stefania Garassini. Virtual si occupava delle applicazioni della realtà virtuale in vari campi: dai videogiochi alla medicina, dall'architettura all'arte. Ogni mese la rivista presentava hardware e software commerciale o sperimentale attinente alla costruzione di, o all'interazione con, ambienti generati al computer, e anche interviste con ricercatori o artisti che lavoravano con queste tecnologie.
In seguito aumentò lo spazio dedicato a Internet, parlando delle tecnologie della rete che si sviluppavano in quel periodo e allegando (a partire dal numero 17 del febbraio 1995) un inserto chiamato InternetCafé, in cui venivano presentati siti riguardanti gli argomenti più svariati. Dal numero successivo il prezzo passò da 6000 a 7000 lire, mentre a partire dal numero 21 del giugno 1995, la rivista cambiò il sottotitolo in Il mensile dell'era digitale. Obiettivo di Virtual, del resto, era dare un quadro ampio dei cambiamenti che le tecnologie digitali stavano provocando negli ambiti più disparati. Tra i collaboratori si possono ricordare Antonio Caronia, Philippe Quéau, Derrick de Kerckhove, Antonio Pilati, Diego Montefusco, Aaron Brancotti, Nicoletta Vittadini, Fausto Colombo, Giuseppe Romano, Maria Bettetini, Maria Grazia Mattei, Alberto Vaccaro, Emilio Pucci, Edoardo Volpi Kellermann, Luca Galli, Ivan Montis, Giovanni Valerio, Guerrino Visentin e Bruno Grampa.  In quel periodo, la rivista allegava anche un floppy disk in cui erano inseriti programmi e copie offline di alcune pagine dei siti menzionati nell'inserto, mentre offriva ai suoi abbonati una videocassetta intitolata Virtual Show contenente quaranta minuti di filmati in computer grafica e applicazioni di realtà virtuale da vari centri di ricerca. Al numero 23 (settembre 1995) invece fu allegato un CD-ROM contenente, oltre ai consueti programmi, anche browser, visualizzatori di file VRML, demo (sia software della demoscene, sia versioni ridotte gratuite di videogiochi commerciali), editor di livelli, trainer e moduli musicali. A partire dal numero 26, l'inserto InternetCafé divenne parte integrante della rivista. A partire dal numero 29, agli abbonati venne offerto un altro CD-ROM intitolato Virtual Rapsody contenente programmi per costruire ambienti tridimensionali e copie offline di vari siti web.
L'ultimo numero, bimestrale, fu pubblicato nel mese di giugno del 1998.